# Rajd Monachium-Wiedeń-Budapeszt 1965
Rajd Monachium-Wiedeń-Budapeszt 1965 (3. Rallye München-Wien-Budapest) – 3. edycja rajdu samochodowego Rajd München-Wien-Budapest rozgrywanego w RFN. Rozgrywany był od 8 do 9  października 1965 roku. Była to dwunasta runda Rajdowych Mistrzostw Europy w roku 1965.

## Klasyfikacja rajdu
| Miejsce                      | Kierowca                     | Pilot                        | Samochód                     | Czas                         | Strata                       |                              |
| Klasyfikacja generalna i ERC | Klasyfikacja generalna i ERC | Klasyfikacja generalna i ERC | Klasyfikacja generalna i ERC | Klasyfikacja generalna i ERC | Klasyfikacja generalna i ERC | Klasyfikacja generalna i ERC |
| ---------------------------- | ---------------------------- | ---------------------------- | ---------------------------- | ---------------------------- | ---------------------------- | ---------------------------- |
| 1.                           | Rauno Aaltonen               | Tony Ambrose                 | BMC Mini Cooper S            |                              | 0.0                          |                              |
| 2.                           | Herbert Tunner               | Helmuth Hick                 | Ford Cortina GT              |                              |                              |                              |
| 3.                           | Sobiesław Zasada             | Kazimierz Osiński            | Steyr Puch 650 TR            |                              |                              |                              |
| 4.                           | Arnulf Pilhatsch             | Peter Lederer                | BMW 1800 TI                  |                              |                              |                              |
| 5.                           | Herbert Kohlweis             | Bruno Martellanz             | Alfa Romeo Giulietta SVZ     |                              |                              |                              |
| 6.                           | Wilfried Gass                | Willi Bretthauer             | Porsche 911                  |                              |                              |                              |
| 7.                           | Giorgio Pianta               | Luciano Lombardini           | Lancia Flavia Sport Zagato   |                              |                              |                              |
| 8.                           | Kurt Otto                    | Martin Zimmerman             | Wartburg 311                 |                              |                              |                              |
| 9.                           | Günther Schorn               | Hans Pail                    | Steyr Puch 650 TR            |                              |                              |                              |
| 10.                          | Max Fuss                     | Adolf Wendlinger             | Porsche 356 C                |                              |                              |                              |